# Gare de La Vancelle
La gare de la Vancelle est une ancienne gare ferroviaire française de la ligne de Sélestat à Lesseux - Frapelle, située sur le territoire de la commune de la Vancelle, dans la collectivité européenne d'Alsace, en région Grand Est.

## Situation ferroviaire
Établie à 227 m d'altitude, la gare de la Vancelle est située au point kilométrique (PK) 9,2 de la ligne de Sélestat à Lesseux - Frapelle, entre les gares Val-de-Villé et de Lièpvre, dont la dernière section menant à Bois-l'Abbesse (commune de Lièpvre) a été fermée en 2018.

## Histoire
La ligne de Sélestat à Sainte-Marie-aux-Mines est mise en service le 29 décembre 1864 par la Compagnie des Chemins de fer de l'Est. Exploitée par la Direction des chemins de fer d'Alsace et de Lorraine (EL) de 1871 à 1918, elle devient ensuite une voie ferrée de l'Administration des chemins de fer d'Alsace et de Lorraine, laquelle prolonge en 1937 la ligne jusqu'à Lesseux - Frapelle de l'autre côté du massif vosgien.
Fermée aux voyageurs au-plus tard en 1980, la gare était ouverte au service du fret pour les trains entiers et les wagons isolés pour la desserte de l’usine Hartmann, qui cesse en 2018.
Le document de référence du réseau (DRR) pour l'horaire de service 2019 indique que la gare dessert deux installations terminales embranchées (ITE). À la suite de l'arrêt des circulations sur la ligne en 2018, la gare ne figure plus dans l’édition 2022 du document de référence du réseau.

## Patrimoine ferroviaire
Le bâtiment voyageurs, dont rien ne subsiste, apparaît sur une carte postale réalisée après 1918 comme un bâtiment de forme complexe avec, côté rue :
- une aile en « L » d'un étage dotée de baies doubles au niveau supérieur ;
- le corps central, d'au-moins trois travées à étage ;
- une enfilade de deux ailes basses d'une seule travée.

À l'instar des autres gares de la ligne bâties au XIXe siècle, son aspect est vraisemblablement le résultat d'une série d'agrandissement au cours du temps.